# 草月流
草月流（そうげつりゅう）は、日本のいけばなの流派である。

## 概要
1927年に初代家元勅使河原蒼風によって創流された。自由で前衛的な作風を特徴とする。
1955年に財団法人草月会を設立し、日本全国に49支部、国外に約120支部・スタディーグループを有する。

## 特徴
草月のいけばなは「線・色・塊」に注目し、疎密によって強弱・濃淡・変化をつける。作品は必ずしも和風ではないが、一部の例外を除き、メインとなる花材の均等間隔配置をしない、作品全体を完全なシンメトリーにしないなど、バランス構成は基本的には日本美術をふまえている。西洋の絵画は光と影の対比を基本にし、日本画は線と空間を基本にしているとも言え、西洋では作品の中に空間があることを良しとしない場合があるが、日本美術は空間の美学でもあり、いけばなでは植物の輪郭と空間を対比させることが多い。
草月では基本的に「生ける」などの漢字を使用せず平仮名で書く。初代家元蒼風は、「いける」を「造形る」「変化る」と表現した。流派の定める型の再現ではなく、蒼風の言葉「環境から生まれたように」をもとに、時代とともに変化し、家庭のみならず、公共空間でのインスタレーション、イベント展開など、その場ならではの創作もする。舞台美術や、ショーウィンドウを彩るディスプレイデザインとしての役割なども果たしている。
草月のいけばなは造形美術でもあり、作風を限定せず全くの自由であるため、彫塑作品との境界が曖昧な場合もある。紙や合成樹脂、金属他、あらゆる素材を取り混ぜたり、植物を一切使わず人工物・無機質のみで完成させることもある。水やりなどのメンテナンスが困難な場所に作品を制作する場合を含め、自然の植物の姿形を生かすという意味でも、植物を晒したり着色したもので造形を補うことも多い。また、工芸作品のように素材を連続して組むことによる効果で作品をつくり上げることもあり、特に、竹を使った大がかりな造形作品は草月ならではの象徴的な創作となっている。素材の1つとしての竹は多くの表現に登場するが、竹一種に限った造形は公園など屋外での長期展示も可能であり、後述のサミット会場の屋外にも制作され賓客の目を楽しませた。

## 基本
草月流の花型法は、植物のあしらいの基礎を習得するためにあり、絵画においてデッサンを学ぶように、応用の作風を制限するものでは全くない。初心者は「真・副・控」を基本とする花型法によって、植物の傾きでどのように線と面と空間のバランスを取るか構図を学ぶ。その際、頭部に重量が偏っている花や、花器から大きく張り出させる枝を倒れないよう留める技術なども習得する。
テキスト（計110項目）
1・2　基本、応用花型
3［構成と線・色・塊］縦長・横長の構成、直線・曲線の構成、マッス(mass)、面の構成、植物を編む、同じ形を繰り返す、等
4［素材と空間］単純化の極、分解して再構成する、野菜・くだものをいける、生の植物と異質素材、水を意識する、剣山なしで水盤にいける、壁作品、場面を想定して、等
5［技術と創造］(2017年1月創刊)　テーブル花、祝い花、床上がり、木の構成とその展開、ミニアチュール、掛け花・吊り花、レリーフ、アートとの語らい、等
テキスト修了後は自由花のみの創作を行うが、テキスト修了後の本部の昇級テストには花型が盛り込まれている。創作展開のヒントとなる後半については上級者の作品にも反映されることがある。
初心者も対象にしている本部教室
- 本部家元教室（入門者からベテランまで）
- 男子専科（男性限定、家元教室への振替受講などが可）
- インターナショナルクラス（英語による指導）
- 茜ジュニアクラス（3歳から高校生まで）

## 手法
草月での技巧の最も重要なひとつに、花材の留め方がある。「剣山なしで水盤にいける」は代表的なレッスンだが、あらゆる花器・状況でどのように留めるかを常に発案していく（枝に釘を使ったり番線を使用する場合もある）。剣山は勿論、留め具は見せないことが何より基本になっている。
生の花材は維持の為に当然水を必要とするが、どこから水を吸っているのか分かりにくい構成や、一見重力に反しているように見える構成など、シンプルな作品であっても、どのようにいけ込んだ（組み立てた）のか容易には分からない作品が魅力的である場合が多い。植物の切り口が花瓶の底について直立した姿は、それは素の自然の美だが、重力におもねらない構成にすることによって、無機物のようには思い通りにはならない、植物が元々持っている命に更に意思を持たせた状態にし、作品と成してより力を与えることを「いける」とする。

## 講座
草月では「いけばな」と表し、本部では「華道」と称することはないが、草月の師範が派遣され指導している学校や職場・団体では「華道部」という名称になっている場合もある。一般的には、華道といえば茶道など、和の文化の稽古事がセットになることが多いが、草月本部には、制作に付随する造形科が併設されており、色彩構成、デッサン&クロッキー、彫刻、陶芸、写真などのコースがある。陶芸については福井県に草月陶房があるが、東京赤坂の本部にも陶器を焼く窯を所有しており、また、鉄花器を作るための鉄工溶接施設も有し、鉄花器制作については不定期で講座を開いている。

## 草月展
全国各支部主催などで展覧会が数多く開かれるが、春（6月上旬／新宿髙島屋）と秋（10月末〜11月初旬／日本橋高島屋）、本部主催による草月いけばな展（草月展）が催される。秋の草月展の新人賞審査員には彫刻家・美術家などが招かれ、家元とともに審査する。本部主催の草月展には、家元・本部講師を含む師範の有志が出品し、なりたての師範も数十年のベテランも経歴無表示で区別なく作品が展示される。出品申し込みは先着順で基本的に選別はなく、制作内容については、例えば2013年春の草月展の「自作花器にいける」などのようにテーマ・課題が与えられることがあるが、いけ方や材料調達は各々の工夫に一切任せられる。自由な個性を推奨し作風が不揃いであるため、出品者の提出デッサンを参考にあらかじめ会場構成の配置が作成される。作品は、台の上にいけられる小品から、床に直置きで背丈以上をいける大作、鑑賞の角度を選ばない吊り作品、半立体の壁作品・レリーフなど、花器を使わない作品も多く、また、床から作品が直に生えているように見せる効果など、旧来のいけばなにはない施工も特徴である。
通称「新宿展」は、「日本橋展」の半分以下の規模で、日本橋展のみに回数が振られている。
- 第98回 草月いけばな展「花は、私になる。」2016年10月26日～10月31日（日本橋）
- 草月いけばな展「自然の花の中から、いけばなという別な花が咲くのだ。」2017年6月1日～6月6日（新宿）
- 創流90周年記念 第99回 草月いけばな展「花創(Hana so)」2017年10月25日～10月30日（日本橋）
- 草月いけばな展「何にいけるか－それが問題だ！」2018年5月31日～6月5日（新宿）
- 第100回 草月いけばな展「花賛歌」2019年3月20日～3月25日（日本橋）（※高島屋工事により時期変更）
- 第101回 草月いけばな展 2019年11月20日～25日（第1会場：スパイラルガーデン（表参道）、第2会場：草月会館（赤坂））（※場所変更）

## デモンストレーション・いけばなLIVE
いけばなの手さばき・技能そのものに注目する草月流特有の技術にデモンストレーションがある。作品完成後に初めて観賞を促すのではなく、「後ろいけ」によって制作過程を見せるデモンストレーション（実演）をする。後ろいけは、いけ手が花器などの背面に立ち、観客・生徒側を正面にして見せ、時には解説を加えながら、作品の背後から手探りでいけ上げていく。台などで遮られない場合でも、作品完成まで作者は作品後方に立ち、正面から出来ばえを確認することはない。作品の後ろ側（舞台裏）を見せず、いけ手が観客に背を向けないことが特徴で、観客は作品がゼロから展開していく様子を遮るものなく終始鑑賞できる。2008年の洞爺湖サミットでは、勅使河原茜家元が各国首脳夫人が集うパーティーで季節のいけばなのデモンストレーションを行い好評を得、ホワイトハウスから礼状を贈られた。
デモンストレーションの延長として「いけばなLIVE」がある。演劇・舞踊・音楽などの舞台美術として草月流の作品が使われることがあるが、いけばなLIVEは、いけばなそのものをメインの演目とし、音楽・照明効果なども駆使し、大作を舞台上にゼロから創り上げる過程を観客に見せるパフォーマンス・ショーとして行う。制作は家元の指示のもと、草月アトリエスタッフが黒子の役割で組み立て作業を行う。（この場合は作品のサイズが何メートルにも及ぶため、小品が主なデモンストレーションと違い、あらゆる方向からバランスを確認する）

## 歴代家元
- 初代　  勅使河原蒼風　創流1927年〜1979年
- 第二代　勅使河原霞　1979年〜1980年
- 第三代　勅使河原宏　1980年〜2001年
- 第四代　勅使河原茜　2001年〜

## テレビ
- 芸能人格付けチェック - 2013年1月1日放送にて、勅使河原茜家元と素人である森三中の大島美幸に家元のスタッフが付き、大島の希望通りにうまく花材を留めるアシスタントをしていけた作品を選ぶ出題がされた。家元自身の作品と、大島のセンスによるプロの技術を使った作品との選択となり番組を盛り上げた。
- ミュージックステーション - 2018年2月23日放送の和楽器バンドのステージで、NAKEDのプロジェクションマッピングとともに、いけばなLIVEのパフォーマンスをした。和楽器バンド1曲目の細雪は、予め制作してあった竹の造形が雪のCG映像の前に照明なしで配されており、2曲目の千本桜では、桜の花びらが降りしきるプロジェクションマッピングの中で、その竹の造形に草月スタッフが本物の桜などをいけあげた。